# نئوپلان اسکای‌لاینر
نئوپلان اسکای‌لاینر (Neoplan Skyliner) خودرویی است که از سال ۱۹۶۴ تا کنون در زاکسن و آلمان تولید شده‌است.
این خودرو در کلاس خودروی تجاری قرار گرفته و طراحی آن موتور عقب بوده طول آن در حالت طبیعی ۱۲٫۴۴–۱۳٫۷۹ متر (۴۰ فوت ۱۰ اینچ–۴۵ فوت ۳ اینچ) است.
موتور آن ۲۶۷۶ سی‌سی سیستم جعبه‌دندهٔ آن ۲ دنده به دو صورت خودکار و دستی است.

## نگارخانه

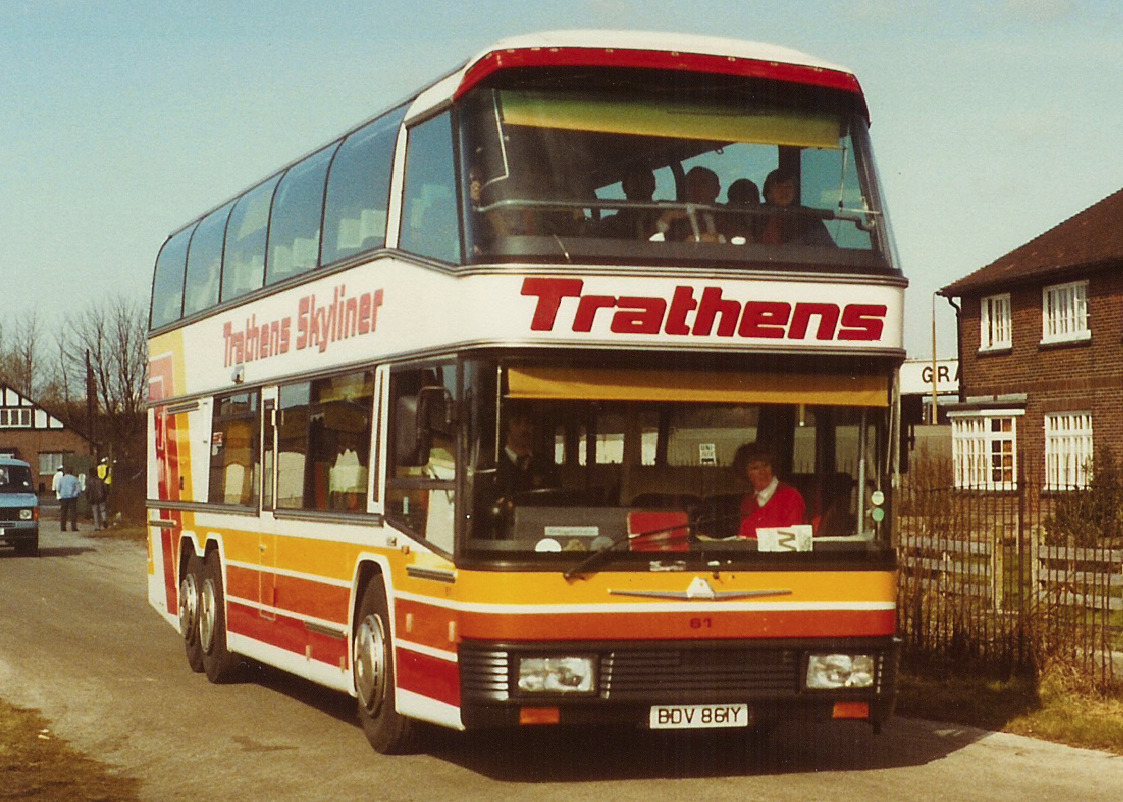
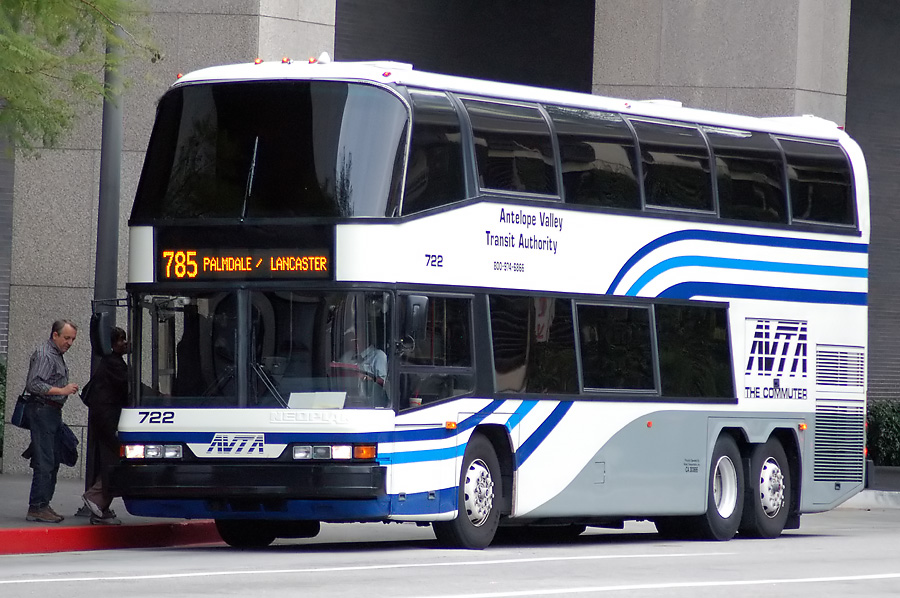
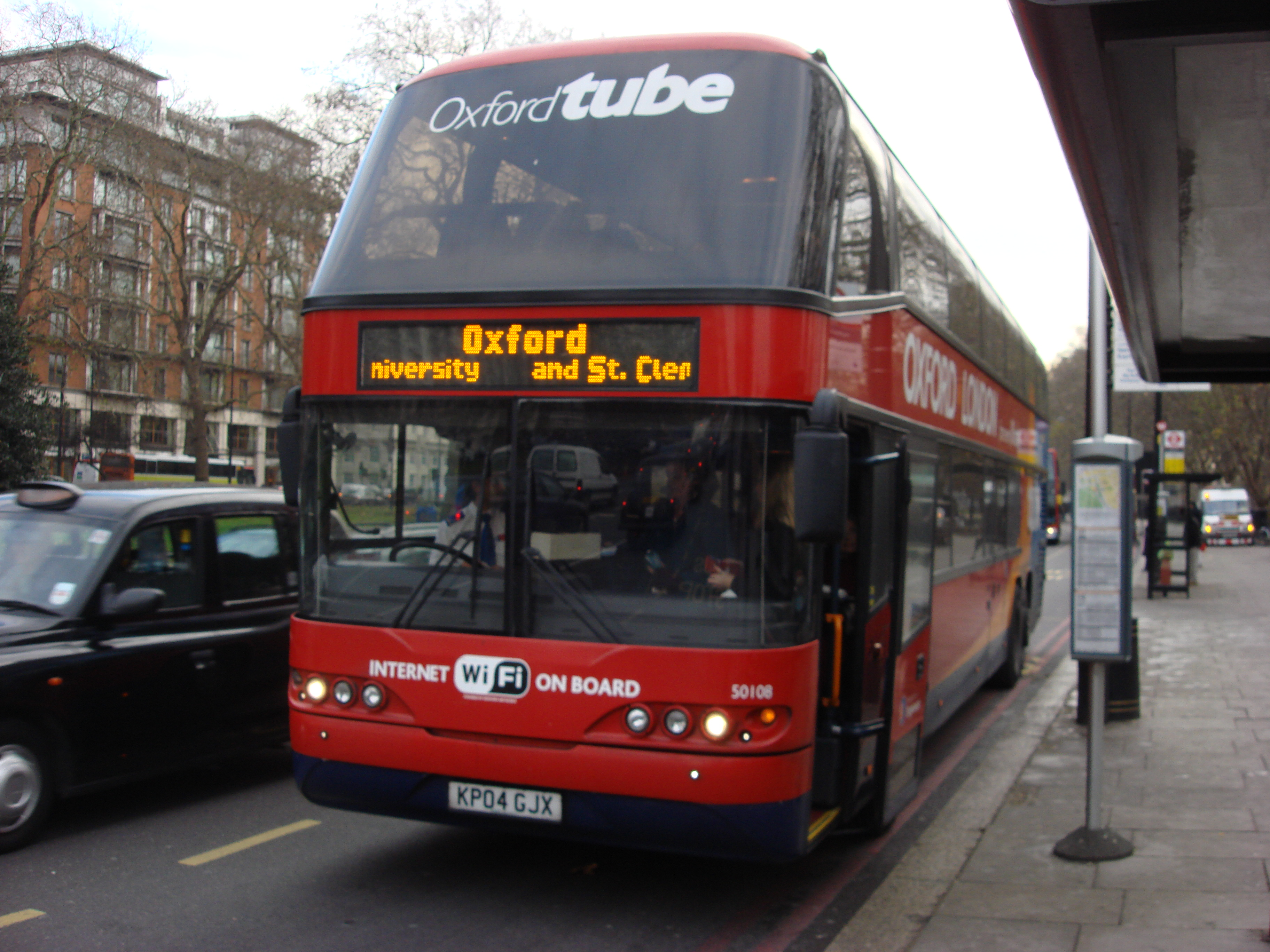